# András Bálint

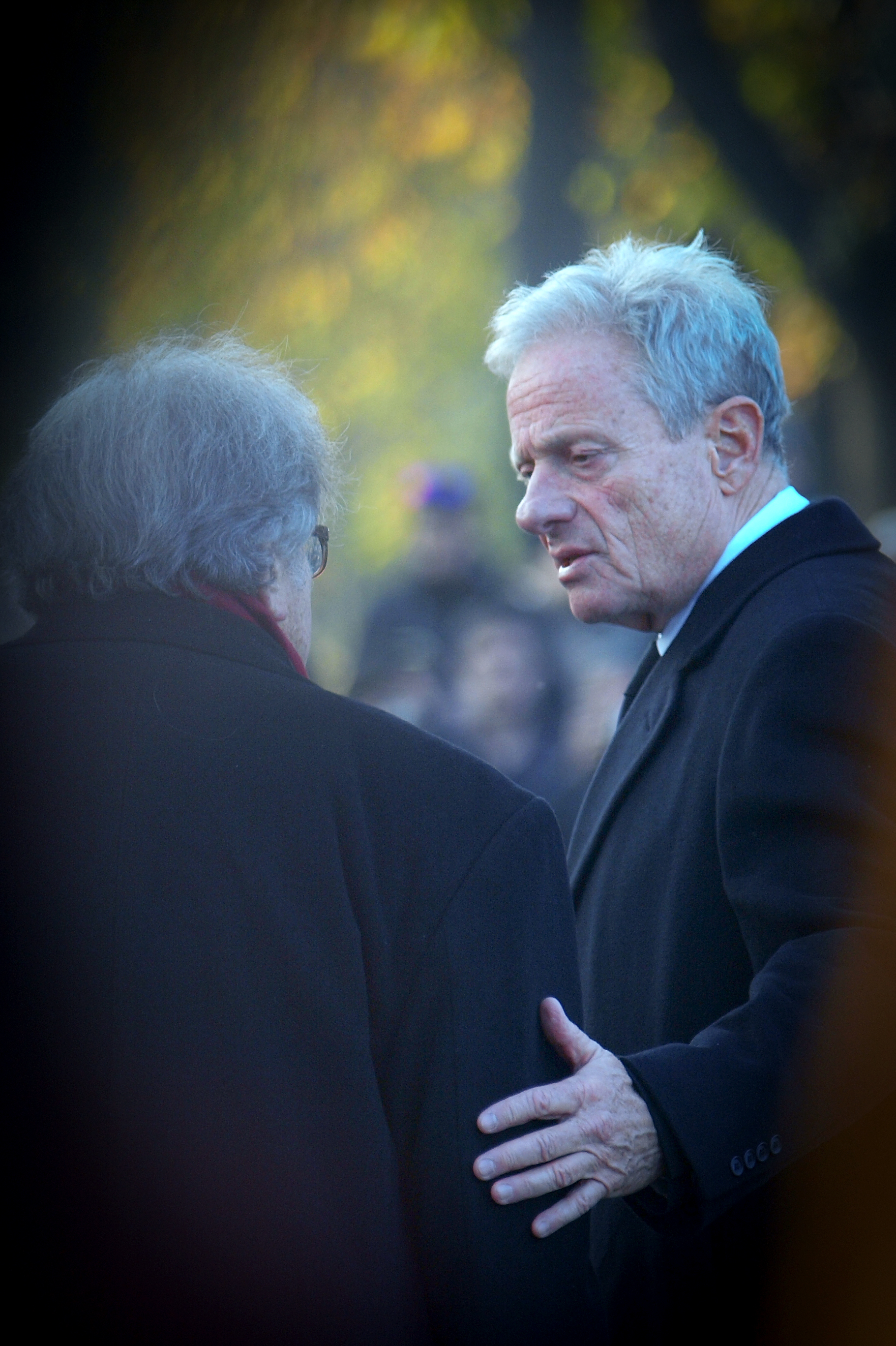
András Bálint (2015)

András Bálint (* 26. April 1943 in Pécs) ist ein ungarischer Schauspieler.

## Leben
Nach seinem Diplomabschluss an der Filmhochschule Színház- és Filmművészeti Egyetem 1965 erhielt András Bálint ein Engagement am Nationaltheater (Nemzeti Színház) in seiner Heimatstadt. Ab 1969 arbeitete er am Budapester Madách-Theater. Später wurde Direktor des Radnóti-Theaters in Budapest.
Sein Filmdebüt hatte Bálint 1958 noch als Jugendlicher mit einer kleinen Rolle in György Révész’ Was für eine Nacht. Jedoch erst kurz vor Ende seines Schauspielstudiums begann seine eigentliche Filmkarriere mit der Hauptrolle in István Szabós erstem Langspielfilm Zeit der Träumereien (1964). Bis 1976 trat er in allen vier folgenden Spielfilmen Szabós auf. Ein Höhepunkt unter Bálints Arbeiten im ungarischen Film war auch seine Hauptrolle in Zoltán Fábris Der unvollendete Satz (1974). Wie bereits 1972 bei Johannes Schaafs Trotta, in dem Bálint die Titelrolle spielte, war er auch 1977 mit Szabós Budapester Legende als Darsteller bei den Internationalen Filmfestspielen von Cannes zu sehen.
Seit den 1980er Jahren trat Bálint überwiegend in Fernsehfilmen auf. Vereinzelt arbeitete er auch als Nebendarsteller in internationalen Produktionen wie Ignaz Semmelweis – Arzt der Frauen (1988), Guten Abend, Herr Wallenberg (1990) und Stalin (1992), sowie in den deutschen Produktionen Verflucht und geliebt (1981), Ein Lied von Liebe und Tod – Gloomy Sunday (1999) und Die Manns – Ein Jahrhundertroman (2001).

## Filmografie (Auswahl)
- 1958: Was für eine Nacht (Micsoda éjszaka!)
- 1964: Zeit der Träumereien (Álmodozások kora)
- 1966: Unruhe in St. János (Szentjános fejevétele)
- 1966: Vater (Apa)
- 1967: Winkelgasse (Sikátor)
- 1969: Die menschliche Tragödie (Az ember tragédiája)
- 1969: Schimmernde Winde (Fényes szelek)
- 1969: Schurken (Imposztorok)
- 1970: Die Stafette (Staféta)
- 1970: Ein Liebesfilm (Szerelmesfilm)
- 1971: Meine Tante und ich (Sárika, drágám!)
- 1971: Trotta
- 1972: Roter Psalm (Még kér a nép)
- 1973: Feuerwehrgasse 25 (Tűzoltó utca 25)
- 1973: Lila Akazie (Lila akác)
- 1975: Der unvollendete Satz (141 perc a befejezetlen mondatból)
- 1975: Sein Auftrag hieß: Mord (Kopjások)
- 1976: Spiegelbilder (Tükörképek)
- 1977: Budapester Legende (Budapesti mesék)
- 1978: Therese (Teréz)
- 1978: Prost Neujahr! (Buék)
- 1980: Herzlichen Glückwunsch, Marilyn! (Boldog születésnapot, Marilyn!)
- 1980: Dunkle Sonne (Temné slunce)
- 1981: Verflucht und geliebt – Fernsehfilm
- 1981: Komponist Foltyn (Foltyn zeneszerzö, élete munkassag) – Fernsehfilm
- 1982: Brigitta – Fernsehfilm
- 1983: Nachmittagsverhältnis (Szeretők)
- 1984: Wahlverwandtschaften (Vonzások és választások) – Fernsehfilm
- 1985: Oberst Redl (Redl ezredes)
- 1985: Die rote Gräfin (Vörös grófnő)
- 1986: Jahreszeit der Monster (Szörnyek évadja)
- 1988: Mission nach Evian (Küldetés Evianba)
- 1989: Jézus Krisztus horoszkópja
- 1989: Semmelweis, Ignaz – Arzt der Frauen – Fernsehfilm
- 1990: Guten Abend, Herr Wallenberg (God afton, Herr Wallenberg)
- 1992: Stalin
- 1993: Ticket in den Tod (Passport to Murder)
- 1995: Deutschlandlied
- 1999: Ein Lied von Liebe und Tod – Gloomy Sunday
- 2001: Die Manns – Ein Jahrhundertroman – Fernsehfilm
- 2919: Winterreise

## Interviews auf Ungarisch
- 2007: Színész a békeidőkből
- 2012: 'A fekete kutya nem látszana' - Önálló estet mutat be Bálint András